# Горішненська сільська рада (Горохівський район)
Горі́шненська сільська́ ра́да — адміністративно-територіальна одиниця та орган місцевого самоврядування в Горохівському районі Волинської області. Адміністративний центр — село Горішнє.

## Загальні відомості
Горішненська сільська рада утворена в 1985 році.
- Територія ради: 27,786 км²
- Населення ради: 1178 осіб (станом на 2001 рік). Кількість дворів — 315.
- Територією ради протікає річка Липа

## Населені пункти
Сільраді підпорядковані населені пункти:
- с. Горішнє
- с. Іванівка
- с. Новостав

## Населення
Згідно з переписом УРСР 1989 року чисельність наявного населення сільської ради становила 1175 осіб, з яких 519 чоловіків та 656 жінок.
За переписом населення України 2001 року в сільській раді мешкали 1173 особи.

### Мова
Розподіл населення за рідною мовою за даними перепису 2001 року:
| Мова       | Відсоток |
| ---------- | -------- |
| українська | 99,92 %  |
| російська  | 0,08 %   |

## Господарська діяльність
В Горішненській сільській раді працює 2 школи: 1 початкових і 1 середня, будинок культури, 1 дитячий садок, 3 медичні заклади, 3 АТС на 42 номери, 6 торговельних закладів.
По території сільської ради проходить О030215.

## Склад ради
Рада складається з 12 депутатів та голови.
- Голова ради: Пахайчук Василь Євгенійович
- Секретар ради:

### Керівний склад попередніх скликань
| Прізвище, ім'я, по батькові  | Основні відомості                                                                                                | Дата обрання | Дата звільнення |
| ---------------------------- | --- | ------------ | --------------- |
| Богонос Леонід Володимирович | Сільський голова, 1964 року народження, освіта середня спеціальна, член Соціалістичної партії України            | 26.03.2006   | 31.10.2010      |
| Богонос Леонід Володимирович | Сільський голова, 1964 року народження, освіта середня спеціальна, член Соціалістичної партії України            | 26.03.2006   | 31.10.2010      |
| Богонос Леонід Володимирович | Сільський голова, 1964 року народження, освіта середня спеціальна, член Всеукраїнського об'єднання «Батьківщина» | 31.10.2010   | 25.10.2015      |
| Пахайчук Василь Євгенійович  | Сільський голова, 1991 року народження, освіта вища, безпартійний                                                | 25.10.2015   |                 |

Примітка: таблиця складена за даними сайту Верховної Ради України та ЦВК

### Депутати VII скликання
За результатами місцевих виборів 2015 року депутатами ради стали:

#### За суб'єктами висування
| Суб'єкт висування             | Кількість обраних депутатів | %     |
| ----------------------------- | --------------------------- | ----- |
| Самовисування                 | 10                          | 83.33 |
| Радикальна партія Олега Ляшка | 2                           | 16.67 |

#### За округами
| № округу | Прізвище, ім'я, по батькові  | Ким висунуто                  | Дата нар.  | Освіта              | Партійна приналежність | Відомості                                  |
| -------- | ---------------------------- | ----------------------------- | ---------- | ------------------- | ---------------------- | ------------------------------------------ |
| 1        | Чижук Галина Дмитрівна       | Радикальна партія Олега Ляшка | 09.03.1976 | загальна середня    | безпартійна            | Не працює                                  |
| 2        | Кушнірук Людмила Анатоліївна | Самовисування                 | 27.02.1967 | професійно-технічна | безпартійна            | Горішненська сільська рада, секретар       |
| 3        | Єфремов Андрій Сергійович    | Радикальна партія Олега Ляшка | 26.09.1988 | професійно-технічна | безпартійний           | ПАС «Бізнестранс», водій                   |
| 4        | Козицький Сергій Степанович  | Самовисування                 | 04.10.1957 | загальна середня    | безпартійний           | Горішненська сільська рада, бухгалтер      |
| 5        | Онопріяк Марія Миколаївна    | Самовисування                 | 21.08.1972 | загальна середня    | безпартійна            | Не працює                                  |
| 6        | Зуб Наталія Володимирівна    | Самовисування                 | 05.02.1972 | загальна середня    | безпартійна            | Горішненська сільська рада, землевпорядник |
| 7        | Бадащук Галина Володимирівна | Самовисування                 | 23.05.1984 | вища                | безпартійна            | Не працює                                  |
| 8        | Романюк Наталія Анатоліївна  | Самовисування                 | 09.05.1987 | загальна середня    | безпартійна            | ДНЗ с. Новостав, вихователь                |
| 9        | Корінецька Ольга Ярославівна | Самовисування                 | 18.11.1986 | вища                | безпартійна            | ТзОВ «Волинь-Захід», головний бухгалтер    |
| 10       | Єлисеєва Оксана Дмитрівна    | Самовисування                 | 07.04.1972 | загальна середня    | безпартійна            | ФАП с. Новостав, технічний працівник       |
| 11       | Хамула Тетяна Андріївна      | Самовисування                 | 22.02.1973 | загальна середня    | безпартійна            | Не працює                                  |
| 12       | Хамула Галина Григорівна     | Самовисування                 | 10.06.1963 | загальна середня    | безпартійна            | ВЗ с. Іванівка, начальник                  |